# ジーノ・コラウッシ
ジーノ・コラウッシ（Gino Colaussi、1914年4月4日 - 1991年7月27日）は、イタリア出身の元同国代表サッカー選手。

## 経歴
1938年のフランスW杯では準々決勝と準決勝の勝利で1ゴール、決勝で2ゴールを決め、合計4ゴールを挙げ、チームを優勝に導いた。クラブでの活動では多くのクラブに所属し、多くのクラブの監督を務めた。